# Bimeria currumbinensis
Bimeria currumbinensis är en nässeldjursart som beskrevs av Pennycuik 1959. Bimeria currumbinensis ingår i släktet Bimeria och familjen Bougainvilliidae. Inga underarter finns listade i Catalogue of Life.